# Barrage de la Jarosa
 (novembre 2011).
Le barrage de la Jarosa (aussi connu comme Retenue de la Jarosa) est situé dans la vallée de La Jarosa, à Guadarrama Madrid. La Jarosa est le plus petit barrage des montagnes de Madrid, avec une capacité totale de 7,2 hm3 et une superficie de 55 hectares.
Le nom « La Jarosa » ne désigne pas seulement la retenue elle-même, mais aussi les prairies alentour, les zones de loisir limitrophes et les pinèdes entre lesquelles se trouve le barrage. Sur cette vaste surface se placent aussi les ermitages de Nuestra Señora de la Jarosa et L’Altar Mayor.

## Histoire
Le barrage de la Jarosa a été construit en 1968, en accord avec les politiques de l’administration économique de Franco sur l’hydrologie. Il a été placé dans l’ancien petit village de La Herrería, dépeuplé depuis deux siècles. Actuellement, il est encore possible d'apercevoir les ruines de la tour de l’ermitage de San Macario, situé sur les praires autour du barrage. Si le niveau de l’eau descend, il est possible de se promener parmi les ruines des anciennes maisons du petit village qui ont été submergées après sa construction. 

## Milieu physique et biologique

### Géographie
Dans les zones environnantes, les roches les plus fréquentes sont le granit, le gneiss et le quartz, bien qu’on puisse aussi trouver minéraux et silicates comme la biotite, le mica, la muscovite ou le plagioclase. Dans les lits de rivières locales, on peut trouver des matériaux sédimentaires, produits de l'érosion fluviale. 

### Faune
La Jarosa abrite divers écosystèmes donc l'environnement comporte une importante richesse faunique et végétale. En ce qui concerne les animaux, on peut y trouver des invertébrés comme des mouches de pierre (brachyptera arcuarta), des papillons Isabelle (graellsia isabellae), ou des papillons Apollo (parnasius apollo). Parmi les vertébrés, on doit souligner des poissons comme le brochet (esox lucius), la perche truitée (micropterus salmoides) ou la truite commune européenne (salmo trutta) ; des reptiles comme la coronelle lisse (coronella austriaca), le lacerta schreiberi (une espèce de lézard unique dans la péninsule Ibérique) ; des oiseaux comme le hibou grand-duc (bubo bubo) ou la cigogne blanche (ciconia ciconia) ; des mammifères comme la musaraigne musette (crocidura russula), le Murin de Daubenton (myotis daubentonii), l’écureuil roux (sciurus vulgaris), le sanglier (sus scrofa), le renard roux (vulpes vulpes) ; et, pour finir, des amphibiens comme Grenouille de Pérez (Pelophylax perezi) ou le pélobate cultripède (Pelobates cultripes).

### Flore
La Jarosa jouit également d'une grande diversité végétale. Parmi les arbres, les pins sont les plus fréquents. On trouve trois types différents sur les pinèdes de ce barrage : le pin de Corte, le pin noir et le pin pignon. À mesure que l’altitude augmente, on peut remarquer la présence de fourrés comme le ciste ou le thym. Finalement, dans les parties les plus hautes, la végétation herbacée devient la plus commune et finit par devenir hégémonique. 

### Hydrologie
Ce barrage approvisionne la commune de Guadarrama, mais est aussi une source d’eau pour des communes voisines importantes comme L’Escurial ou Alpedrete. L’eau de ce barrage provient des ruisseaux Guatel et La Jarosa, et du petit ruisseau de Las Cerradillas.

## Activités de loisir dans la Jarosa et usage populaire
La Jarosa est devenue un lieu touristique, très fréquenté les weekends par les Madrilènes à la recherche de calme et de proximité avec la nature. De plus, les visiteurs peuvent s'adonner à des activités de loisir telles que la pêche ou la randonnée, puisqu’il y a de nombreuses routes pour découvrir son environnement.